# Manuel Pérez Bonfill
Manuel Pérez Bonfill (Tortosa, Baix Ebre, 5 de setembre de 1926 - 19 de juny de 2018) fou un pedagog i escriptor català.
Llicenciat en Filologia Romànica, va ser professor i catedràtic de llengua i literatura a l'institut de Tortosa durant 40 anys i va deixar la seua empremta en alumnes i professors. Al costat de Gerard Vergés i Jesús Massip participà en la revista GEMINIS (1952-1961). També va col·laborar en la segona època de la revista La Zuda (1955-1963) i en el setmanari EbreInformes (1978-1995), dirigit per Josep Bayerri. Ha impulsat, amb Frederic Mauri, el grup artístic Macla 65, format per Ferran Cartes, Albert Fabà, Joan Antoni Blanc, Agustí Forner. Ha publicat quatre llibres de narrativa, dos reculls poètics i una carpeta de poemes il·lustrada amb gravats de Frederic Mauri. També ha participat en diferents obres col·lectives, tant de poesia com de prosa, i ha publicat articles en mitjans de comunicació. Ha rebut diversos premis literaris en castellà i en català, i ha estat guardonat amb el Premi Jaume Tió i Noé al mèrit cultural (1980) i amb la Creu de Sant Jordi (2010). El 22 d'octubre de 2015, un grup d'entitats i particulars de Tortosa i les Terres de l'Ebre van presentar la Comissió Organitzadora de l'Any Manuel Pérez Bonfill 2016, amb motiu del norantè aniversari de l'escriptor. El 4 de gener de 2016, l'Ajuntament de Tortosa va aprovar per unanimitat en sessió plenària nomenar-lo fill predilecte de la ciutat.

## Obra
Narrativa
- Amb algunes branques d'olivera. Tarragona: El Mèdol, 1991
- Fràgils. Tarragona: El Mèdol, 1996
- Carrer de només un,[6] Barcelona: Editorial Empúries, 2001
- Abusos del riutual.[7] Lleida: Pagès, 2009

Poesia
- Anys i treballs, carpeta de poemes amb 12 gravats de Frederic Mauri. Tortosa: Frederic Mauri; Manuel Pérez Bonfill (ed.), 1963
- Extracte de resina,[8] conjuntament amb Frederic Mauri. Cerdanyola del Vallès: Montflorit, 2002
- Giny d'aigua,[9] amb il·lustracions de Ferran Vilàs. Tarragona: Publicacions URV, 2011

## Premis literaris
- 1959 Premi Adela Comesaña,[10] a Sevilla, amb el relat La tierra
- 1960 Premi dels Jocs Florals, a Vinaròs, amb La novel·lística de S. Juan Arbó
- 1968 Premi Puig i Llensa,[11] a Blanes, amb la narració curta La fira de sempre
- 1975 Premi Sésamo, a Madrid, amb el conte El viajero
- 1980 Premi de narrativa a les Festes Pompeu Fabra, a Cantonigròs, amb: Excuses de mal pagador

## Reconeixements cívics
- 1980 Premi Tió i Noé[12] al mèrit cultural
- 2010 Creu de Sant Jordi